# Jacopo de' Barbari
Jacopo de' Barbari, född omkring 1440 och död omkring 1515, var en italiensk målare och kopparstickare.
Barbari var lärjunge till Alvise Vivarini, och levde som konstnär omkring 1500 i Venedig. Han begav sig därefter till Nürnberg och andra tyska städer, och blev slutligen hovmålare hos ärkehertiginnan Margareta i Bryssel. I Nürnberg, där han kallades "Jacob Walch", utövade han ett stort inflytande på Albrecht Dürer. Hans von Kulmbach var hans lärjunge.
Som bomärke använde han en merkuriusstav.